# Facatativái Régészeti Park
A Facatativái Régészeti Park (spanyolul: Parque Arqueológico de Facatativá, más néven Piedras del Tunjo („tunjói kövek”)) a kolumbiai Facatativá város egyik nevezetessége. Több évezredes sziklarajzairól nevezetes, ezek állapota azonban mára a sorozatos vandalizmus következtében erősen leromlott. A terület belépődíj ellenében látogatható.

## Története
A parkban található késő kréta korszakból származó homokkő sziklák falára mintegy 10 000 évvel ezelőtt készülhettek a sziklarajzok. Ekkor még vadászó-gyűjtögető életmódot folytató népek éltek itt, akik hitvilágukat, gondolkodásmódjukat és tapasztalataikat jelenítették meg a köveken. Festékül vas- és mangán-oxidokat, cinnabaritot, szenet és agyagot használtak.
A területet 1945-ben vásárolta meg a kolumbiai Kulturális Minisztérium: ez volt az első olyan eset, hogy az állam régészeti területek megóvása céljából földterületet vásárolt. A régészeti parkot 1946-ban hozták létre. 1988-ban a Corporación Autónoma Regional kezelésébe került. 1970 előtt még 60 sziklafalfelületen elosztva számos sziklarajz volt itt látható, ám a következő évtizedekben többségüket elfedték a graffitik és a tábortüzek által okozott korom. Utóbbi miatt ma minden nemű tűz gyújtása tilos a parkban.
2003 júliusa és novembere között az ICANH (Kolumbiai Embertani és Történelmi Intézet) az elsőként kiválasztott 16-os számú szikla megmentésén dolgozott: amennyire lehetséges volt, eltávolították róla a vandál graffitiket és a sziklából kioldódó só által okozott fehéres foltokat. Egyúttal megkezdődött a leletek részletes dokumentálása is.

## Leírás
A körülbelül 27 hektáros park Kolumbia középső részén, Bogotá központjától mintegy 40 km távolságra északnyugatra, a Cundinamarca megyében található Facatativá város keleti szélén található a Calle 5 # 12A - 10 cím alatt. A tenger szinje felett mintegy 2600 méterrel fekszik.
A ligetes területen néhol hatalmas sziklák helyezkednek el, középpontjában egy kör alakú talapzatot építettek, északkeleti részén pedig egy tó is található. A terület növény- és állatvilága is értékes.

## Képek

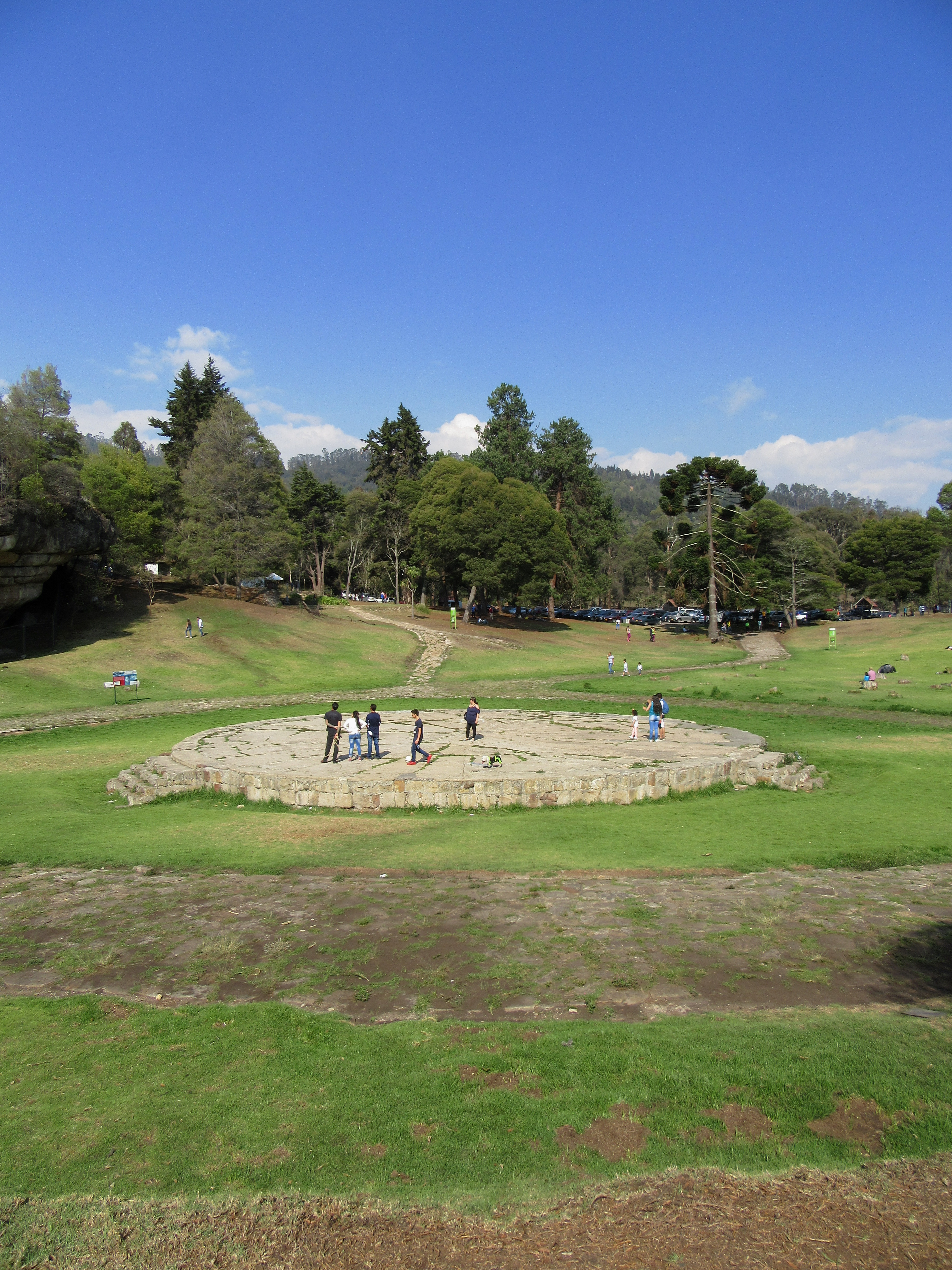
A terület központja
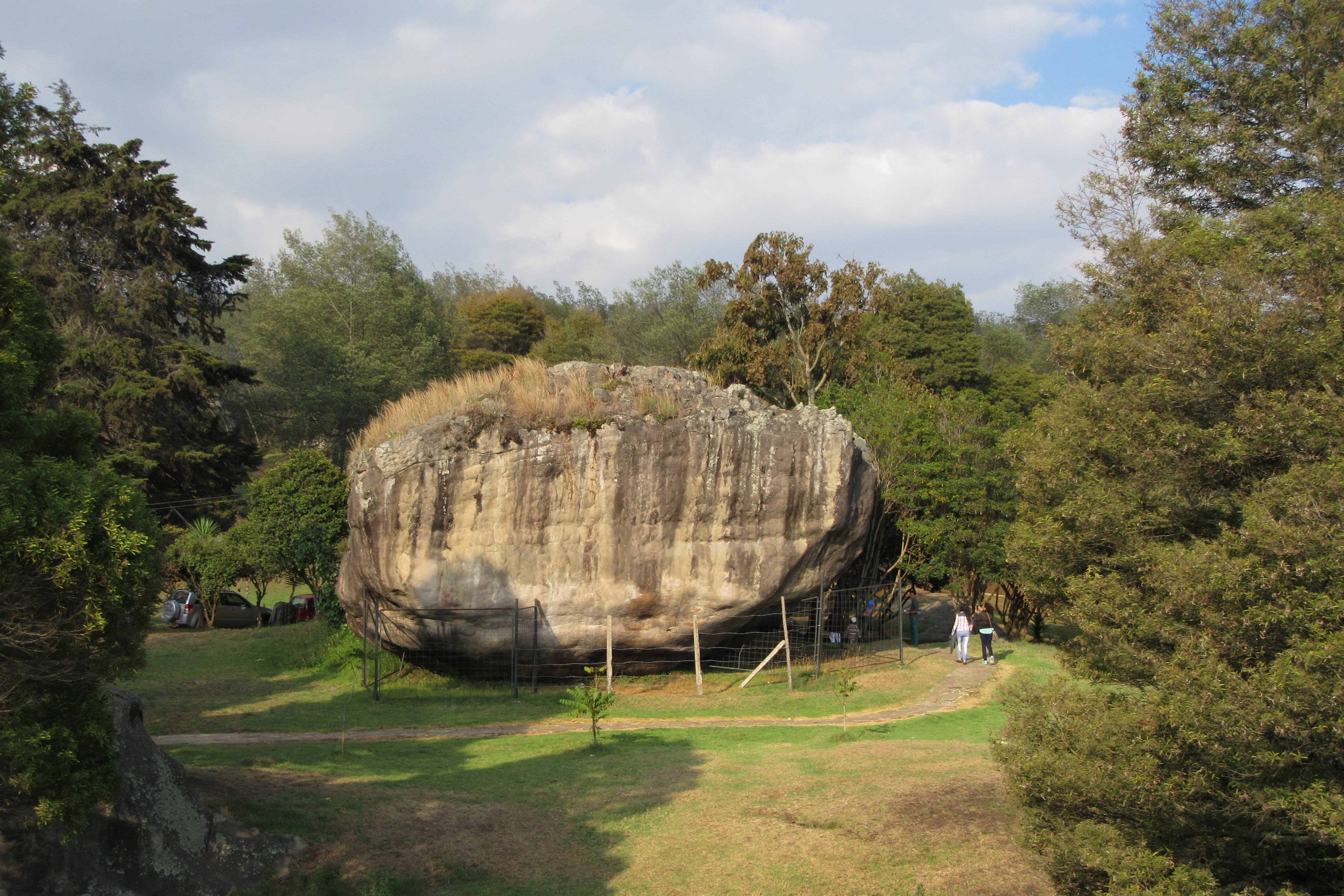
Látványos szikla
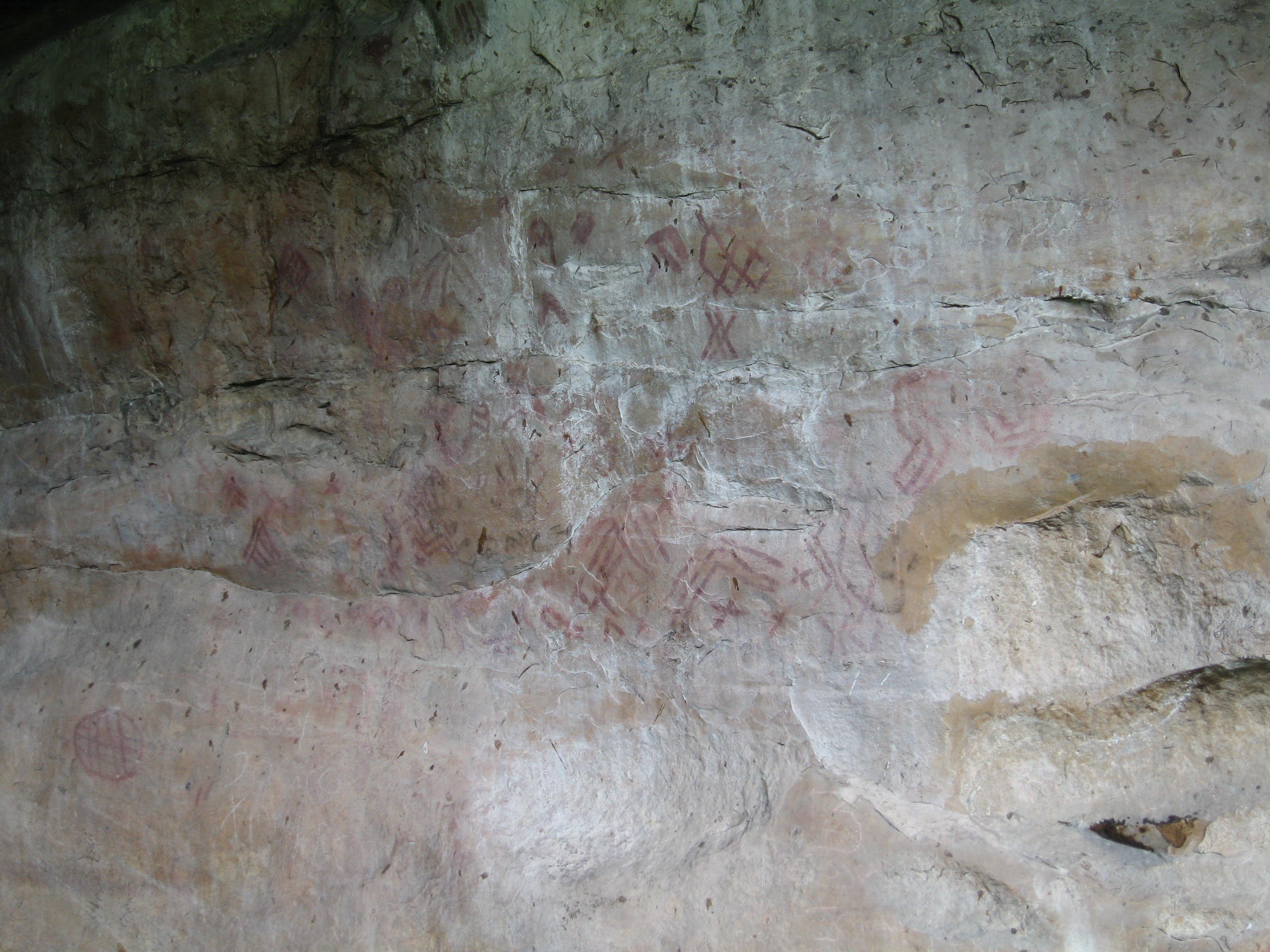
Sziklarajzok
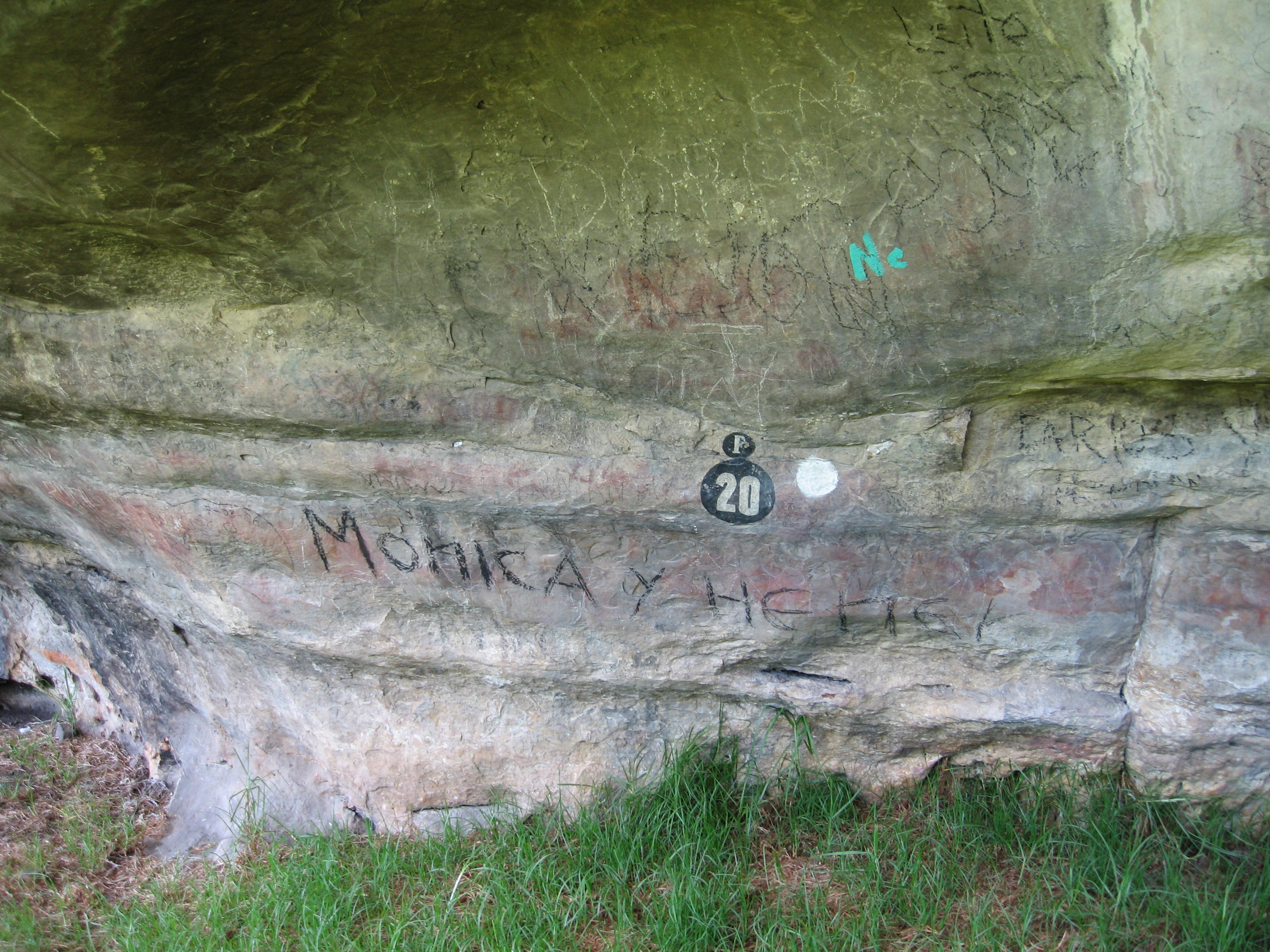
Vandalizált sziklarajzok